# Municipalité de canton
Une municipalité de canton est un type de municipalité.

## Au Canada

### Québec
Les municipalités de canton sont des municipalités créées à partir d'un canton. La municipalisation s'est donc effectuée à partir d'une division cadastrale plutôt que d'une paroisse religieuse par exemple. Cette désignation particulière est surtout répandue en Estrie où le territoire fut initialement arpenté en cantons. Seulement 42 des 1110 municipalités du Québec possèdent ce titre en 2018,. Deux autres sont désignées « municipalité de cantons-unis » (Latulipe-et-Gaboury et Stoneham-et-Tewkesbury) après l'union de deux municipalités de canton.

### Autres provinces
Plusieurs cantons au Canada sont municipalisés. En Ontario, ils sont officiellement nommés township.

## En France

### Création
Les municipalités de cantons sont créées par la Constitution de l'an III.
La Constitution de l'an III distingue trois catégories de communes, en fonction de leur population :
- celles dont la population est inférieure à 5 000 habitants ;
- celles dont la population est comprise entre 5 000 et 100 000 habitants ;
- celles dont la population excède 100 000 habitants.

Chaque commune dont la population est comprise entre 5 000 et 100 000 habitants forme une municipalité : « Toute commune dont la population s'élève depuis cinq mille habitants jusqu'à cent mille, a pour elle seule une administration municipale ».
Chaque commune dont la population excède 100 000 habitants est divisée en au moins trois municipalités : « Dans les communes dont la population excède cent mille habitants, il y a au moins trois administrations municipales ».
En revanche, une commune dont la population est inférieure à 5 000 habitants ne forme pas une municipalité. Elle désigne seulement un agent municipal et un adjoint. La réunion de ces agents au niveau du canton forme la municipalité de canton.

### Suppression
Les municipalités de cantons furent supprimées par la loi du 28 pluviôse an VIII (17 février 1800).